# المزار (بيسان)
المزار قرية بدوية فلسطينية في غور بيسان الشمالي على مسافة 5 كم من مدينة بيسان. تبلغ مساحة أراضيها (20739) دونماً، وتحيط بها أراضي قرى الجسر الجامع وسيرين ووادي البيرة وكوكب الهوا. وقدر عدد سكانها عام 1922 (950) نسمة، وفي عام 1945(1560) نسمة. يحيط بأراضيها مجموعة من المواقع الأثرية أهمها: (تل شمدين) ويحتوي على تل أنقاض على ربوة طبيعية وبلاط على القمة وشقف فخار وأبواب وأساسات وشقف فخار، و(تل زنبقة) ويحتوي على تل أتقاض على ربوة طبيعية وبلاط على القمة وشقف فخار وأبواب وأساسات و(تل موري) وهو عبارة عن تل أنقاض.

## القرية في النكبة
قامت المنظمات الصهيونية المسلحة بهدمها وتشريد أهلها في النكبة عام 1948، وعلى أنقاضها أقاموا مستعمرة (ياردناه) في عام 1952.